# Ilva
Den ö vars antika namn är Ilva, återfinns under Elba.
För stålkoncernen, se Ilva (företag).
Ilva är ett danskt företag som säljer möbler och andra artiklar till hemmet. I Danmark har företaget verksamhet i städerna Ishøj, Lyngby och Århus. Deras första svenska varuhus finns på Svågertorp utanför Malmö. Man har även ett centrallager i Greve. Senast har man öppnat i Reykjavik, Island.
ID Design, som äger IDE Möbler i Danmark, köpte Ilva i februari 2009 i syfte att skapa Nordens ledande varuhuskedja. Ilva och IDE Möbler fortsätter med självständiga varumärken och med självständiga ledningar.
Ilva är marknadstrea i Sverige efter Ikea och Mio.
År 2006 fick varuhuset i Malmö priset "Best International Retail Interior" Man vann över nominerade i USA och Frankrike.
Ilva köptes 2003 av Advent International, 2007 av isländska Lagerinn och 2009 av ID Design.

## Invigning av varuhusen

### Danmark
- Ishøj (1974)
- Århus (1987, utökad yta 1999)
- Kongens Lyngby (1989, renovering 1996, utökad yta 2001)

### Sverige
- Malmö (2005)
- Kristianstad (2021)
- Helsingborg (2022)
- Halmstad (2022)
- Jönköping (2024)

### Island
- Reykjavik (4 oktober 2008)